# Sóc cọ phương Bắc
Sóc cọ phương Bắc, hay sóc chồn năm sọc, tên khoa học Funambulus pennantii, là một loài động vật có vú trong họ Sóc, bộ Gặm nhấm. Loài này được Wroughton mô tả năm 1905.
Loài này được tìm thấy ở quần đảo Andaman, các đảo Nicobar (nơi loài được du nhập), Ấn Độ, Nepal, Bangladesh, Pakistan và Iran. Tại Ấn Độ, nó là khá phổ biến ở các khu vực đô thị, ngay cả ở các thành phố lớn như Delhi và Kolkata. Hai phân loài, argentescens funambulus pennantii và lutescens funambulus pennantii, được đề xuất bởi Wroughton ngoài phân loài chỉ định; Tuy nhiên, nghiên cứu gần đây không cho thấy biệt này.

## Hình ảnh

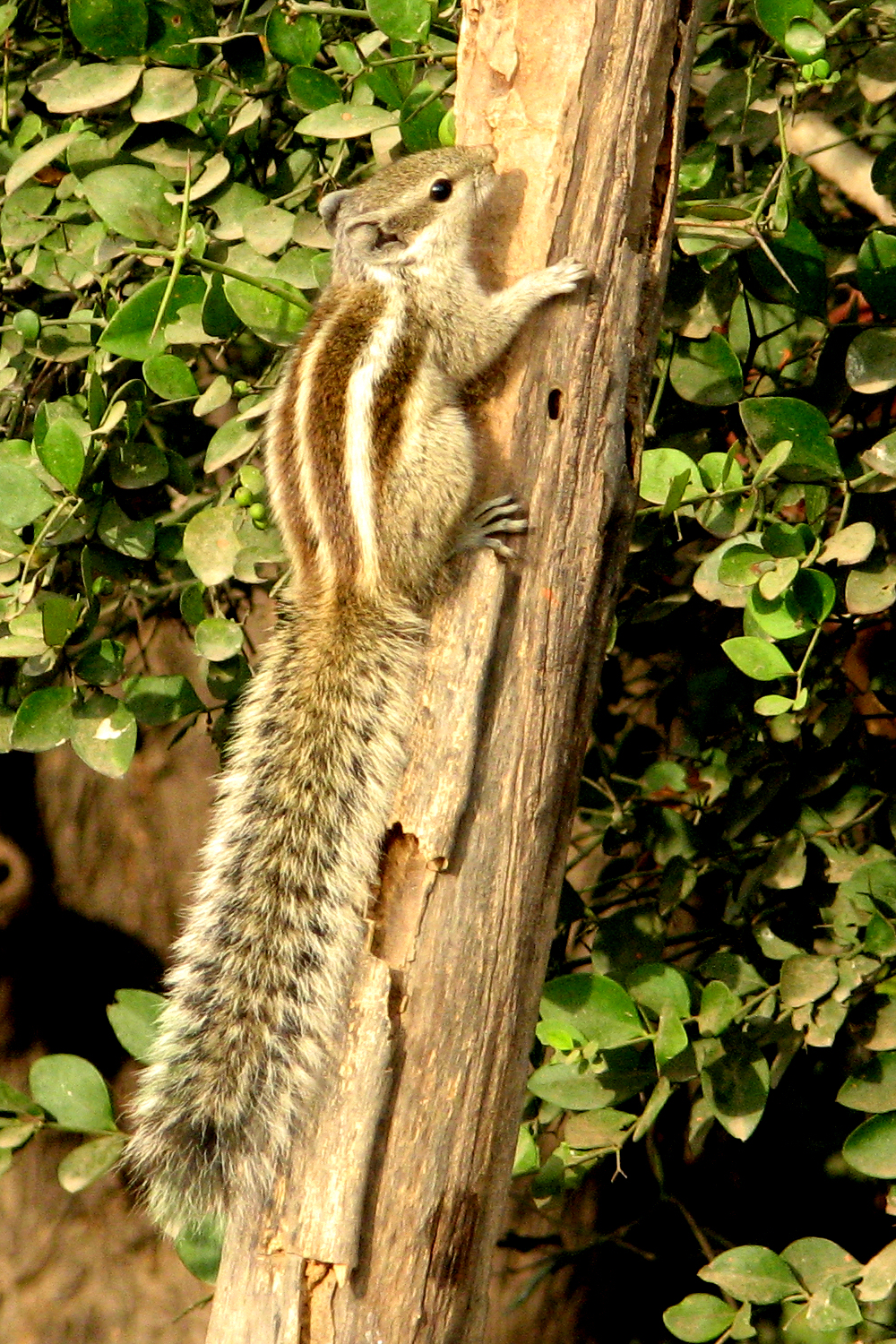
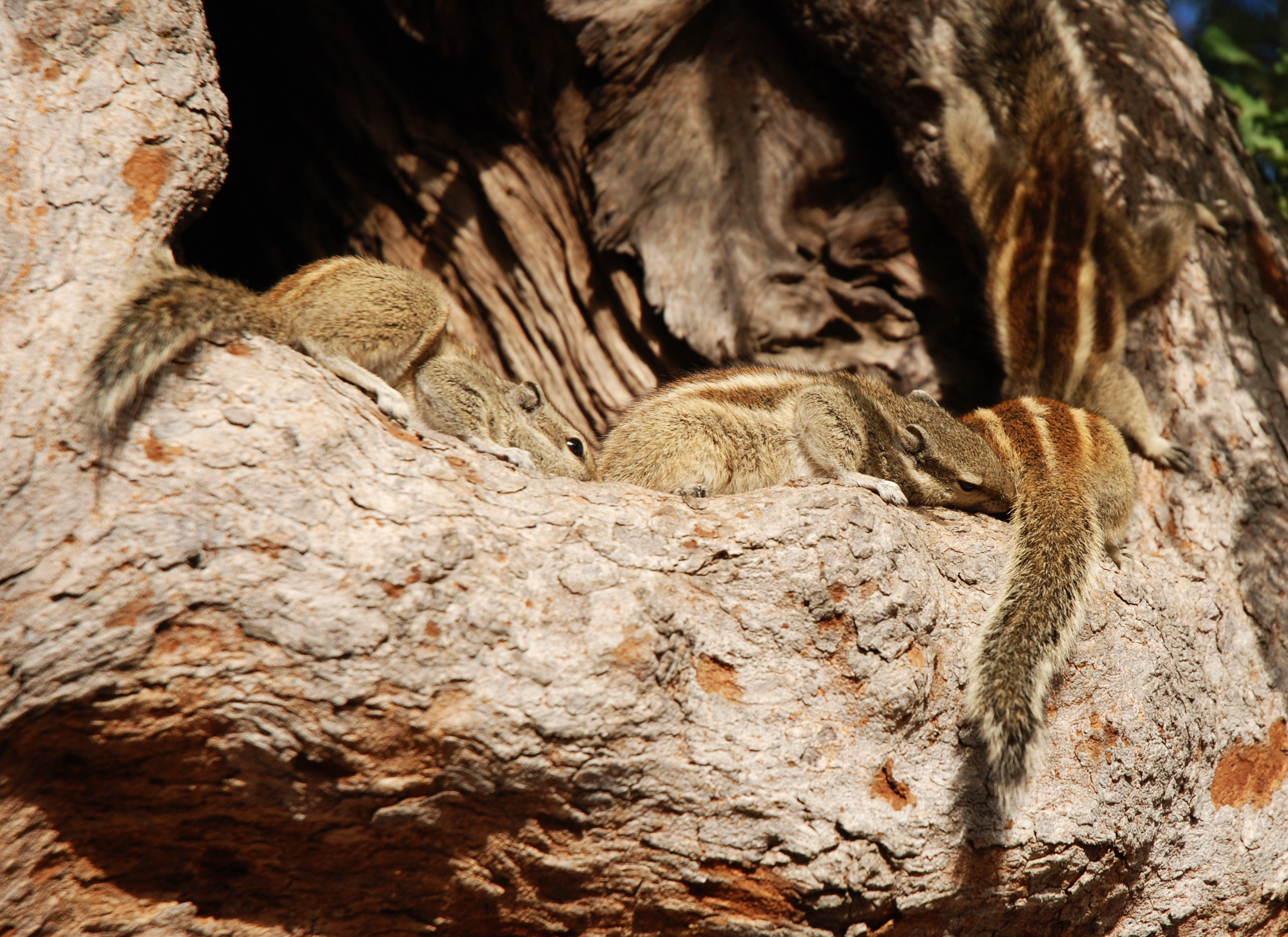
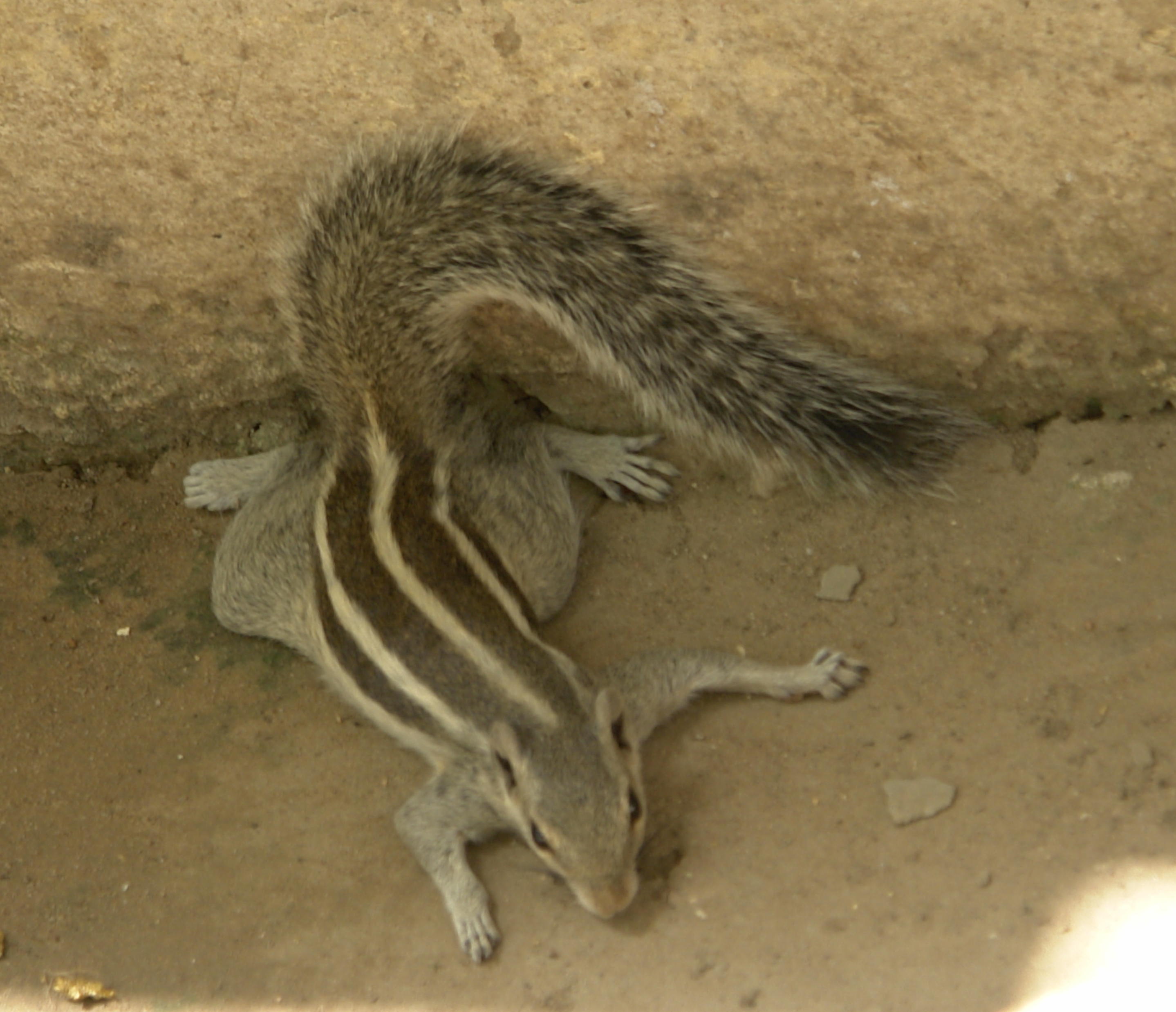